# Лейла Ербіль
Лейла Ербіль (тур. Leylâ Erbil; 12 січня 1931, Стамбул — 19 липня 2013, там само) — одна з провідних письменниць Туреччини на рубежі XX—XXI століть, революціонерка та феміністка. Авторка першого феміністичного роману в Туреччині. Перша турецька письменниця, номінована міжнародним ПЕН-клубом на Нобелівську премію з літератури 2002 року. Ербіль — співзасновниця Спілки турецьких художників і Спілки письменників Туреччини.

## Життєпис
Друга з трьох дітей, Лейла Ербіль народилася в Стамбулі, в сім'ї Еміне Хуріє Ханим (Emine Huriye Hanim) і Хасана Таксіна (Hasan Tahsin). Відвідувала Школу для дівчаток у районі Стамбула Кадикей, а потім навчалася на факультеті англійської мови й літератури Стамбульського університету. 
1951 року, після закінчення першого курсу університету, Ербіль одружилася з Айтека Шеєм (Aytek Şay). Шлюб, хоча й не тривалий, спричинив перерву в навчанні Ербіль. В університет вона повернулася після розлучення. З 1953 року працювала секретаркою-перекладачкою у компанії Скандинавські авіалінії. Там познайомилася з Мехметом Ербілем (Mehmet Erbil). Через другий шлюб їй знову довелося перервати навчання на останньому курсі і вже не довелося закінчити освіту. З чоловіком переїхала в Ізмір, де 1960 року народила дочку Фатош Ербіль-Пинар (Fatoş Erbil-Pınar). Пізніше повернулася до Стамбула. 2005 року письменниці діагностовано «лангергансоклітинний гістіоцитоз», протягом восьми років вона боролася з хворобою.
19 липня 2013 року, у 82 років, Лейла Ербіль померла у стамбульській лікарні, де проходила курс лікування печінкової недостатності і респіраторних проблем, побічних ефектів її захворювання.

## Громадська і політична діяльність
У 1960-ті роки Лейла Ербіль брала участь у діяльності і працювала в Управлінні з мистецтва й культури робітничої партії Туреччини, найвпливовішої соціалістичної партії того часу, поки та не злилася з Комуністичною партією Туреччини 1988 року й не перестала існувати як незалежна партія. 1970 року Ербіль стала однією з небагатьох членів-засновників Спілки турецьких художників. Чотири роки потому, 1974 року, стала членкинею-засновницею Спілки письменників Туреччини. Як засновниця, вона брала участь у розробці статуту Спілки разом з друзями-однодумцями. Одночасно вона була членкинею міжнародного ПЕН-клубу. 1999 року Ербіль була кандидаткою в депутати Великих національних зборів Туреччини (парламент Турецької Республіки, меджліс) від Партії свободи і солідарності (ПСС). Пізніше Ербіль вийшла з цієї партії через розбіжності з деякими її ідеями.

## Літературна творчість
Лейла Ербіль почала писати оповідання, коли працювала секретаркою і перекладачкою. Її перші поетичні публікації з'явилися 1945 року, але вона стала відомішою завдяки оповіданням, які почали публікуватися в різних журналах у 1950-ті. В основі її історій, як правило, емоційні та соціологічні конфлікти особистості та суспільства. В історіях кохання, сімейних історіях розповідях про політичне і соціальне життя суспільства, вона, як правило, описує суперечливі стани й ситуації. Відмовившись від традиційних методів турецької літератури та від звичного синтаксису турецької мови, Ербіль розробила унікальний стиль, а також використовувала оригінальні форми вираження, черпаючи натхнення з учення Зигмунда Фрейда. Вона прагнула знайти новий «оповідний голос» для зображення екзистенційної боротьби сучасної людини, яка стикається з суспільством. Ербіль відома своїм умінням спостерігати за особистістю з різних соціальних позицій, а її оповіданням характерне прагнення відбити багатовимірність реальності.
Її перше оповідання (Hallaç/Чесальник вовни) вийшло 1961 року. Перший роман (Tuhaf Bir Kadın /Дивна жінка), опублікований 1971 року, є визнаним шедевром. Успіх у критиків цього роману, що кидає рішучий жіночий погляд на світ чоловіків і написаний новаторською мовою, сприяв тому, що Ербіль стали порівнювати з Вірджинією Вульф. Роман вважається новаторським, оскільки вперше в турецькій літературі в ньому порушено такі неоднозначні проблеми, як інцест, а також сексуальне і фізичне насильство. Роман «Дивна жінка» опубліковано в той час, коли слово «фемінізм» ще не поповнило словниковий запас турецької мови і турецьку ментальність. Саме тому феміністки вважають його першим у своєму роді. За допомогою унікальних синтаксичних конструкцій і самобутнього стилю, який Лейла Ербіль удосконалила в цьому романі, вона викликала справжній прорив у турецькій літературі і проклала шлях для інших.
Вихід збірки оповідань Gecede (Вночі) зміцнив її репутацію чудової коментаторки питань, пов'язаних зі становищем жінок. Наступні романи — Karanlığın Günü (День темряви) і Mektup Aşkları (Любовні листи) опубліковано в похмуру епоху 1980-х, у 1985 і 1988 роках відповідно. 1990-і вона присвятила написанню есе, перш ніж випустити 2001 року новий роман — Cüce (Карлик), ще один з її шедеврів, багатий чорним гумором. У романі Kalan (Решта), опублікованому 2011 року, розповідається про трагічні події в житті мультикультурних спільнот Стамбула, побачених очима космополітичної і бунтівної головної героїні Лахзен.

## Визнання
2002 року міжнародний ПЕН-клуб номінував Ербіль на Нобелівську премію з літератури, таким чином вона стала першою з турецьких письменників, номінованих у цій категорії.
Її твори перекладено англійською, французькою і німецькою мовами. 1979 року її обрано почесною членкинею Університету штату Айова.

## Твори
- 1961: Hallaç / Чесальник вовни, збірка оповідань
- 1968: Gecede / Вночі, збірка оповідань
- 1971: Tuhaf Bir Kadın / Дивна жінка, роман
- 1977: Eski Sevgili / Колишня кохана, збірка оповідань
- 1985: Karanlığın Günü / День темряви, роман
- 1988: Mektup Aşkları / Любовні листи, роман
- 1998: Zihin Kuşları / Птахи думок, есе
- 2001:  Cüce / Карлик, роман
- 2005: Üç Başlı Ejderha / Триголовий дракон, роман
- 2011: Kalan / Залишенці, роман
- 2013: Tuhaf Bir Erkek / Дивний чоловік, роман